# Labrujó
Labrujó é uma povoação portuguesa do Município de Ponte de Lima que foi sede da extinta Freguesia de Labrujó, freguesia que tinha 4,16 km² de área e 127 habitantes (2011), e, por isso, uma densidade populacional de 30,5 hab/km².
A Freguesia de Labrujó foi extinta (agregada), pela última Reorganização administrativa do território das freguesias, de acordo com a Lei nº 11-A/2013 de 28 de Janeiro, tendo o seu território sido agregado ao das Freguesias de Rendufe e de Vilar do Monte para constituir a Freguesia de Labrujó, Rendufe e Vilar do Monte com sede em Rendufe.

## Toponímia
De acordo com o linguista português, José Pedro Machado, o étimo de Labrujó é Labrugia, topónimo latinizado de origem incerta que, com o passar dos tempos, se terá transformado no nomes «labruge», «labruja» e «labrujó», dependendo da região.
Em português arcaico, «labruge» significa «loureiro», sendo que toponímia encontra paralelos, não só em Labrujó, mas também nos topónimos Labruja e Labruge, todos provenientes da mesma origem etimológica.

## População
| População da freguesia de Labrujó | População da freguesia de Labrujó | População da freguesia de Labrujó | População da freguesia de Labrujó | População da freguesia de Labrujó | População da freguesia de Labrujó | População da freguesia de Labrujó | População da freguesia de Labrujó | População da freguesia de Labrujó | População da freguesia de Labrujó | População da freguesia de Labrujó | População da freguesia de Labrujó | População da freguesia de Labrujó | População da freguesia de Labrujó | População da freguesia de Labrujó |
| --------------------------------- | --------------------------------- | --------------------------------- | --------------------------------- | --------------------------------- | --------------------------------- | --------------------------------- | --------------------------------- | --------------------------------- | --------------------------------- | --------------------------------- | --------------------------------- | --------------------------------- | --------------------------------- | --------------------------------- |
| 1864                              | 1878                              | 1890                              | 1900                              | 1911                              | 1920                              | 1930                              | 1940                              | 1950                              | 1960                              | 1970                              | 1981                              | 1991                              | 2001                              | 2011                              |
| 223                               | 204                               | 212                               | 214                               | 212                               | 203                               | 234                               | 260                               | 282                               | 246                               | 178                               | 169                               | 171                               | 153                               | 127                               |

| Distribuição da População por Grupos Etários | Distribuição da População por Grupos Etários | Distribuição da População por Grupos Etários | Distribuição da População por Grupos Etários | Distribuição da População por Grupos Etários | Distribuição da População por Grupos Etários | Distribuição da População por Grupos Etários | Distribuição da População por Grupos Etários | Distribuição da População por Grupos Etários | Distribuição da População por Grupos Etários |
| -------------------------------------------- | -------------------------------------------- | -------------------------------------------- | -------------------------------------------- | -------------------------------------------- | -------------------------------------------- | -------------------------------------------- | -------------------------------------------- | -------------------------------------------- | -------------------------------------------- |
| Ano                                          | 0-14 Anos                                    | 15-24 Anos                                   | 25-64 Anos                                   | > 65 Anos                                    |                                              | 0-14 Anos                                    | 15-24 Anos                                   | 25-64 Anos                                   | > 65 Anos                                    |
| 2001                                         | 29                                           | 23                                           | 56                                           | 45                                           |                                              | 19,0%                                        | 15,0%                                        | 36,6%                                        | 29,4%                                        |
| 2011                                         | 12                                           | 22                                           | 62                                           | 31                                           |                                              | 9,4%                                         | 17,3%                                        | 48,8%                                        | 24,4%                                        |